# Torrao

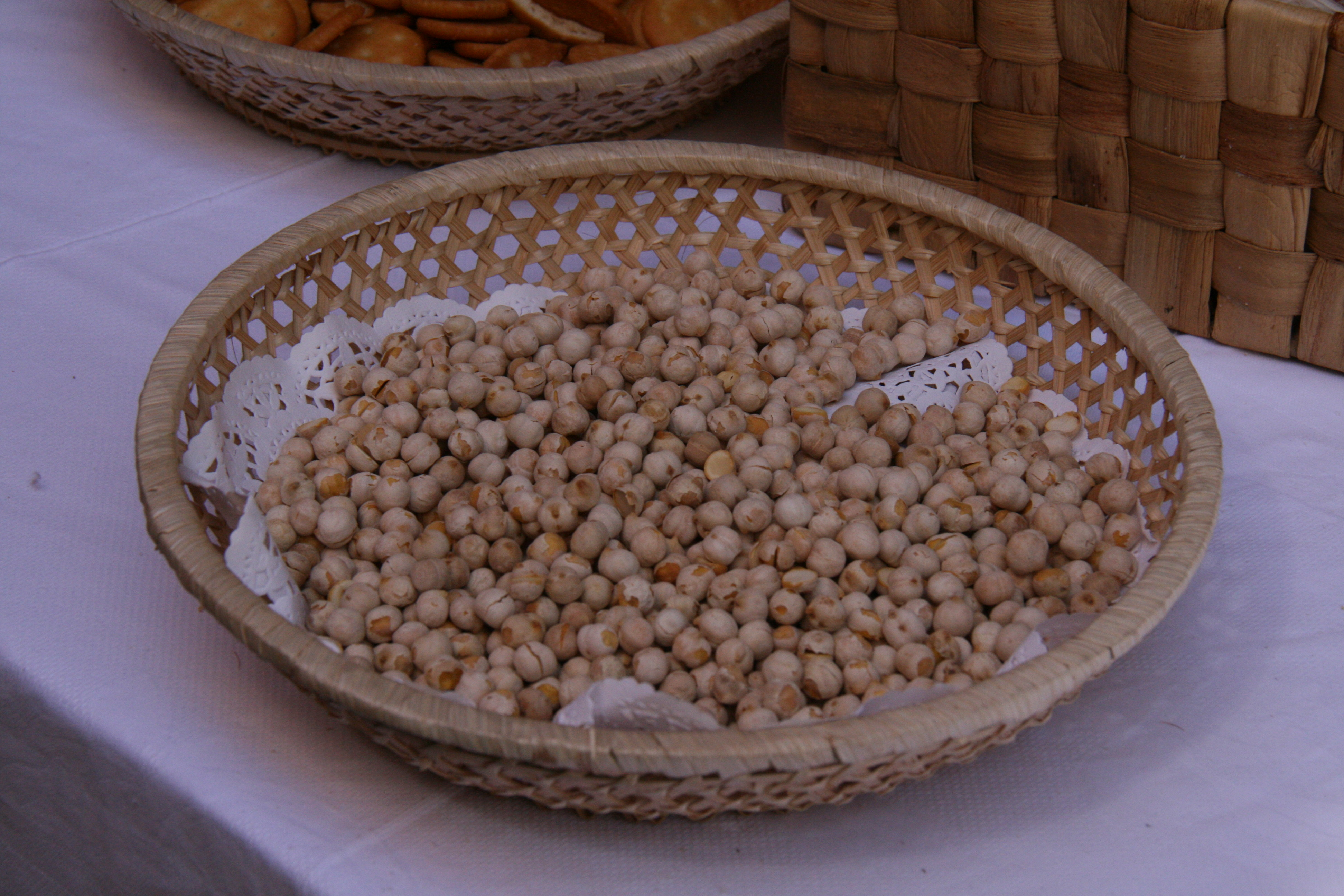
Garbanzos tostados ofrecidos en un cestillo

Los torraos (de garbanzos torrados, en algunas zonas españolas se denominan tostones o aberronchos) son garbanzos fritos con yeso. Se suelen servir como aperitivo en muchas festividades y romerías madrileñas. La denominación torrao hace referencia a garbanzo asado ya desde el siglo XVI. En algunas localidades españolas se suelen preparar de la misma forma los cañamones, el trigo y otros productos cuyo conjunto se suelen conocer igualmente como tostones. En el siglo XIX era un aperitivo asociado con ciertas profesiones de transportistas como eran los arrieros.

## Elaboración
Los garbanzos puestos en remojo la noche anterior. Se suelen escaldar en agua hirviendo antes de tostarse, con la precaución de que no se cuezan demasiado manteniendo siempre la humedad del interior del garbanzo. Se tuestan en una caldera de hierro puesta generalmente sobre una hornilla (foco de calor), se les añade yeso de vez en cuando con un poco de sal (generalmente salmuera rociada), y cuando empiezan a chascar se apartan y se refinan, repitiendo de nuevo la operación completa. Al final se añade un poco de sal. Se suelen servir recién elaborados, o fríos y se comen solos sin ningún acompañamiento. Existen variantes de tostones más refinadas que emplean azúcar. 